# Coupe latine de rink hockey 1989
Navigation
Coupe latine de rink hockey 1988 Coupe latine de rink hockey 1990
La Coupe latine de rink hockey 1989 est la 11e édition de la compétition organisée par le Comité européen de rink hockey. Cette édition a lieu à Anadia, au Portugal du 15 au 17 octobre 1989. Le Portugal remporte pour la huitième fois ce tournoi.

## Déroulement
Les quatre équipes s'affrontent toutes une fois. 

## Classement et résultats
| Rang | Équipe   | Pts | J | G | N | P | Bp | Bc | Diff |  | Résultats |  |     |     |      |
| ---- | -------- | --- | - | - | - | - | -- | -- | ---- |  | --------- |  | --- | --- | ---- |
| 1    | Portugal | 6   | 3 | 3 | 0 | 0 | 21 | 7  | +14  |  | Portugal  |  | 4-2 | 7-4 | 10-1 |
| 2    | Italie   | 4   | 3 | 2 | 0 | 1 | 18 | 8  | +10  |  | Italie    |  |     | 7-3 | 9-1  |
| 3    | Espagne  | 2   | 3 | 1 | 0 | 2 | 11 | 15 | -4   |  | Espagne   |  |     |     | 4-1  |
| 4    | France   | 0   | 3 | 0 | 0 | 3 | 3  | 23 | -20  |  | France    |  |     |     |      |

## Sources
- (pt) Cet article est partiellement ou en totalité issu de l’article de Wikipédia en portugais intitulé « Taça Latina de 1989 » (voir la liste des auteurs).